# Józef Jodłowski
Józef Jodłowski (ur. 2 sierpnia 1955 w Sokołowie Małopolskim) – polski polityk, rolnik i samorządowiec, w latach 2005–2023 starosta rzeszowski, senator XI kadencji.

## Życiorys
Uzyskał wykształcenie średnie, ukończył Technikum Mechanizacji Rolnictwa w Łańcucie. Prowadził indywidualne gospodarstwo rolne i prywatne przedsiębiorstwo handlowo-usługowe.
Związany także z działalnością samorządową jako radny powiatu rzeszowskiego (wielokrotnie wybierany, w tym w 2018). W 2005 z rekomendacji lokalnego ugrupowania Podkarpacie Razem został starostą rzeszowskim w miejsce wybranego do Sejmu Stanisława Ożoga. Ponownie powoływany na to stanowisko po wyborach samorządowych w 2006, 2010, 2014 i 2018. Objął także funkcję prezesa zarządu Stowarzyszenia Euroregion Karpacki Polska. Związał się w międzyczasie z Prawem i Sprawiedliwością.
W 2023 był kandydatem PiS do Senatu w okręgu nr 56. Został wówczas wybrany do wyższej izby polskiego parlamentu, otrzymując 109 935 głosów.

## Życie prywatne
Syn Stanisława i Weroniki. Józef Jodłowski jest żonaty, ma trójkę dzieci.

## Odznaczenia
Odznaczony Krzyżem Kawalerskim Orderu Odrodzenia Polski (2022), Srebrnym Krzyżem Zasługi (2009), a także Brązową Odznaką „Zasłużony dla Ochrony Przeciwpożarowej” (2016)